# Jogador de Futebol do Século - France Football
Jogador de Futebol do Século France Football -
A revista semanal francesa France Football, consultou seus antigos vencedores do prêmio "Bola de Ouro" para eleger o jogador de futebol do século. Dos 34 vencedores da Bola Ouro, entre o período de (1956 a 1999), apenas 30 votaram: Matthews, Sivori e Best se recusaram a votar e Yashin já estava falecído.
Cada um dos 30 eleitores escolheram 5 jogadores: 5 pontos para o 1º lugar, 4 pontos para o segundo, três pontos para o terceiro, dois pontos para o quarto e um ponto para o 5º. O ex-jogador Di Stefano só escolheu o 1º lugar, Platini o primeiro e o segundo lugar, e George Weah só escolheu dois jogadores para o 5º lugar (dando ½ ponto para cada um). Após votação de cada jogador, o resultado ficou assim:

## Votação dos vencedores "Ballon D'Or"
|    | Jogador           | País             | Pontos |
| -- | ----------------- | ---------------- | ------ |
| 1  | Pelé              | Brasil           | 122    |
| 2  | Maradona          | Argentina        | 65     |
| 3  | Cruyff            | Holanda          | 62     |
| 4  | Di Stefano        | Argentina        | 44     |
| 5  | Michel Platini    | França           | 40     |
| 6  | Franz Beckenbauer | Alemanha         | 35     |
| 7  | Ferenc Puskás     | Hungria          | 12     |
| 8  | Van Basten        | Holanda          | 11     |
| 9  | Zico              | Brasil           | 7      |
| 10 | Gerd Müller       | Alemanha         | 5      |
|    | Yashin            | União Soviética  | 5      |
| 12 | Enzo Francescoli  | Uruguai          | 4      |
|    | Garrincha         | Brasil           | 4      |
|    | George Best       | Irlanda do Norte | 4      |
| 15 | Rafael Gordillo   | Espanha          | 3      |
| 16 | Bobby Charlton    | Inglaterra       | 2.5    |
| 17 | Romário           | Brasil           | 2      |
| 18 | Roberto Baggio    | Itália           | 1      |
|    | Oleg Blokhin      | (URSS)           | 1      |
|    | Just Fontaine     | França           | 1      |
|    | Raymond Kopa      | França           | 1      |
|    | Fritz Walter      | Alemanha         | 1      |
|    | Dino Zoff         | Itália           | 1      |
| 24 | Roger Milla       | Camarões         | 0.5    |